# Islem Lekthiri
Islem Lekthiri (* 18. Dezember 2002) ist eine tunesische Leichtathletin, die sich auf den Siebenkampf spezialisiert hat.

## Sportliche Laufbahn
Erste internationale Erfahrungen sammelte Islem Lekthiri im Jahr 2024, als sie bei den Arabischen U23-Meisterschaften in Ismailia mit 4652 Punkten die Silbermedaille im Siebenkampf gewann und sich im Stabhochsprung mit 1,90 m die Bronzemedaille sicherte. Im Jahr darauf gewann sie bei den Arabischen Meisterschaften in Oran mit 4781 Punkten die Silbermedaille im Siebenkampf hinter ihrer Landsfrau Nada Chroudi und gewann im Speerwurf mit 35,68 m die Bronzemedaille hinter der Ägypterin Sherine Hussein und Widad Yesli aus Algerien. Zudem belegte sie mit der tunesischen 4-mal-100-Meter-Staffel in 49,72 s den vierten Platz.
2024 wurde Lekthiri tunesische Meisterin im Siebenkampf.

## Persönliche Bestleistungen
- Speerwurf: 40,10 m, 28. April 2024 in Radès
- Siebenkampf: 4781 Punkte, 1. Mai 2025 in Oran